# Garton-on-the-Wolds
Garton-on-the-Wolds – wieś w Anglii, w hrabstwie East Riding of Yorkshire. Leży 33 km na północ od miasta Hull i 281 km na północ od Londynu. W 2001 miejscowość liczyła 299 mieszkańców.
We wsi znajduje się zabytkowy kościół św. Michała i Wszystkich Aniołów.